# Erik Johnsen
Erik Johnsen   (Oslo, 4 de juliol de 1965) és un saltador noruec, ja retirat, que va competir durant la dècada de 1980.
El 1988 va prendre part en els Jocs Olímpics d'Hivern de Calgary, on va disputar tres proves del programa de salt amb esquís. En la prova del salt llarg individual guanyà la medalla de plata, rere Matti Nykänen, en la del salt llarg per equips guanyà la medalla de bronze, formant equip amb Ole Christian Eidhammer, Jon Inge Kjørum i Ole Gunnar Fidjestøl, i en la del salt curt individual fou quaranta-unè.
En el seu palmarès també destaquen dues victòries a la Copa del món de salts amb esquí de la temporada 1988-1989 i el campionat nacional en salt llarg de 1988.